# Nystiella atlantis
Nystiella atlantis är en snäckart som beskrevs av Clench och Turner 1952. Nystiella atlantis ingår i släktet Nystiella och familjen vindeltrappsnäckor. Inga underarter finns listade i Catalogue of Life.